# Khalor
Khalor è una suddivisione dell'India, classificata come census town, di 8.669 abitanti, situata nel distretto di Howrah, nello stato federato del Bengala Occidentale. In base al numero di abitanti la città rientra nella classe V (da 5.000 a 9.999 persone).

## Geografia fisica
La città è situata a 22° 27' 29 N e 87° 58' 27 E.

## Società

### Evoluzione demografica
Al censimento del 2001 la popolazione di Khalor assommava a 8.669 persone, delle quali 4.461 maschi e 4.208 femmine. I bambini di età inferiore o uguale ai sei anni assommavano a 694, dei quali 352 maschi e 342 femmine. Infine, coloro che erano in grado di saper almeno leggere e scrivere erano 7.188, dei quali 3.877 maschi e 3.311 femmine.